# Gerald Flood
Gerald Robert Flood (ur. 21 kwietnia 1927 w Portsmouth; zm. 12 kwietnia 1989 w Farnham) – brytyjski aktor filmowy, telewizyjny i teatralny.

## Życiorys
Najbardziej jest on znany z podkładania głosu postaci o nazwie Kamelion w brytyjskim serialu science-fiction pt. Doktor Who. Rolę tę odgrywał w 1983 i 1984, występując łącznie w 5 odcinkach.
12 kwietnia 1989 Gerald Flood zmarł na atak serca w wieku 61 lat.

## Filmografia
Źródło:

### Seriale
| Rok                    | Nazwa serialu                                                 | Rola                                       | Uwagi                                                |
| ---------------------- | ------------------------------------------------------------- | ------------------------------------------ | ---------------------------------------------------- |
| 1957                   | BBC Sunday-Night Theatre                                      | dziennikarz                                | odc. "Do It Yourself"                                |
| 1959                   | All Aboard                                                    | Fenton                                     | 1 odcinek                                            |
| 1960                   | Pathfinders in Space                                          | Conway Henderson                           | 7 odcinków                                           |
| 1960-1961              | Pathfinders to Mars                                           | Conway Henderson                           | 6 odcinków                                           |
| 1960; 1965             | Armchair Mystery Theatre                                      | różne role                                 | 2 odcinki                                            |
| 1961                   | Pathfinders to Venus                                          | Conway Henderson                           | 8 odcinków                                           |
| 1961                   | Plateau of Fear                                               | Mark Bannerman                             | 3 odcinki                                            |
| 1961; 1963; 1964; 1965 | ITV Play of the Week                                          | różne role                                 | 5 odcinków                                           |
| 1962                   | Top Secret                                                    | Galdos / Major Grio                        | 2 odcinki                                            |
| 1962                   | Out of This World                                             | Black                                      | odc. "Little Lost Robot"                             |
| 1962                   | Man of the World                                              | Duchamp                                    | odc. "Death of a Conference"                         |
| 1962                   | It Happened Like This                                         | Dr Brian Nicholls                          | odc. "A Two-to-One Chance"                           |
| 1962                   | City Beneath the Sea                                          | Mark Bannerman                             | 7 odcinków                                           |
| 1963                   | Secret Beneath the Sea                                        | Mark Bannerman                             |                                                      |
| 1963-1965              | Crane                                                         | pułkownik Sharif Mahmoud                   | 39 odcinków                                          |
| 1965                   | Front Page Story                                              | P.P.S.                                     | odc. "Rupert"                                        |
| 1966-1967              | The Rat Catchers                                              | Peregrine Smith                            | 25 odcinków                                          |
| 1967                   | Callan                                                        | Miller                                     | odc. "But He's a Lord, Mr Callan"                    |
| 1968                   | Man in a Suitcase                                             | Sir Dennis Galt                            | odc. "Castle in the Clouds"                          |
| 1968                   | Sherlock Holmes                                               | Sir Hugo Baskerville                       | odc. "The Hound of the Baskervilles: Part One"       |
| 1969                   | Two in Clover                                                 | Gerald Bromley-Jones                       | 2 odcinki                                            |
| 1969                   | Randall i duch Hopkirka (ang. Randall and Hopkirk (Deceased)) | Doktor Lambert                             | odc. "A Disturbing Case"                             |
| 1969                   | Strange Report                                                | Paul Webber                                | odc. "Report 1021: Shrapnel - The Wish in the Dream" |
| 1969; 1970; 1980       | ITV Playhouse                                                 | różne role                                 | 3 odcinki                                            |
| 1970                   | Never a Cross Word                                            | Hector Martin                              | odc. "Warm It"                                       |
| 1970                   | NBC Experiment in Television                                  |                                            | odc. "A Bad Case of Shakespeare"                     |
| 1970                   | W. Somerset Maugham                                           | Geoffrey Mandeville                        | odc. "Jane"                                          |
| 1970                   | Menace                                                        | Gerald Parsloe                             | odc. "Inheritance"                                   |
| 1970                   | The Mating Machine                                            | Paul Graham                                | odc. "As the Bishop Said to the Actress"             |
| 1970                   | Steptoe and Son                                               | agent nieruchomości                        | odc. "Without Prejudice"                             |
| 1970-1971              | Bachelor Father                                               | Harry                                      | 6 odcinków                                           |
| 1971                   | Paul Temple                                                   | Simon Bisset                               | odc. "House of the Dead"                             |
| 1971                   | Tom Brown's Schooldays                                        | Sir Richard Flashman                       | 3 odcinki; miniserial                                |
| 1971                   | Great Performances                                            | Arthur Benson                              | odc. "Early Days"                                    |
| 1971; 1972             | ITV Saturday Night Theatre                                    | Willy Fielding / Will                      | 2 odcinki                                            |
| 1972                   | The Challengers                                               | Simon Haselton                             | odc. "What About England?"                           |
| 1972                   | The Man Outside                                               | Edward Kenward                             | odc. "Cuculus Canorus"                               |
| 1972                   | The Main Chance                                               | Arkwright                                  | odc. "Choice of Jungles"                             |
| 1972                   | Scoop                                                         | John Boot                                  | 3 odcinki                                            |
| 1973; 1984             | Crown Court                                                   | Sir Roland Richardson / Sir Nicholas Esham | 2 odcinki                                            |
| 1974                   | Czarny Królewicz (ang. The Adventures of Black Beauty)        | Josiah Hempel                              | odc. "Race Against Time"                             |
| 1974-1975              | Second Time Around                                            | Ronnie                                     | 12 odcinków                                          |
| 1975                   | Village Hall                                                  | sławna osoba                               | odc. "Miss Health and Beauty"                        |
| 1975                   | Whodunnit?                                                    | Ralph Damon                                | odc. "Portrait in Black"                             |
| 1977                   | The Galton & Simpson Playhouse                                |                                            | odc. "Big Deal at York City"                         |
| 1977                   | Raffles                                                       | Lord Paulton                               | odc. "An Old Flame"                                  |
| 1978                   | Sykes                                                         | hipnotyzer                                 | odc. "The Hypnotist"                                 |
| 1978                   | Return of the Saint                                           | Cleaver                                    | odc. "Yesterday's Hero"                              |
| 1979                   | The Dick Francis Thriller: The Racing Game                    | Howard Graves                              | odc. "Odds Against"                                  |
| 1982                   | Third Time Lucky                                              | Król Henryk                                | 3 odcinki                                            |
| 1983-1984              | Doktor Who (ang. Doctor Who)                                  | Kamelion                                   | 5 odcinków; głos                                     |
| 1985                   | Bleak House                                                   | koroner                                    | 1 odcinek; miniserial                                |
| 1989                   | Mornin' Sarge                                                 | dziennikarz                                | odc. "The New Constable"                             |

### Filmy
| Rok  | Nazwa filmu       | Rola             | Uwagi            |
| ---- | ----------------- | ---------------- | ---------------- |
| 1959 | Captured          |                  |                  |
| 1964 | Smokescreen       | Graham Turner    |                  |
| 1965 | Summer and Winter | Willy Fielding   | film telewizyjny |
| 1970 | Patton            | Arthur Tedder    |                  |
| 1974 | Frightmare        | Matthew Laurence |                  |
| 1981 | Early Days        | Benson           | film telewizyjny |